# Franziskanerkirche (Solothurn)

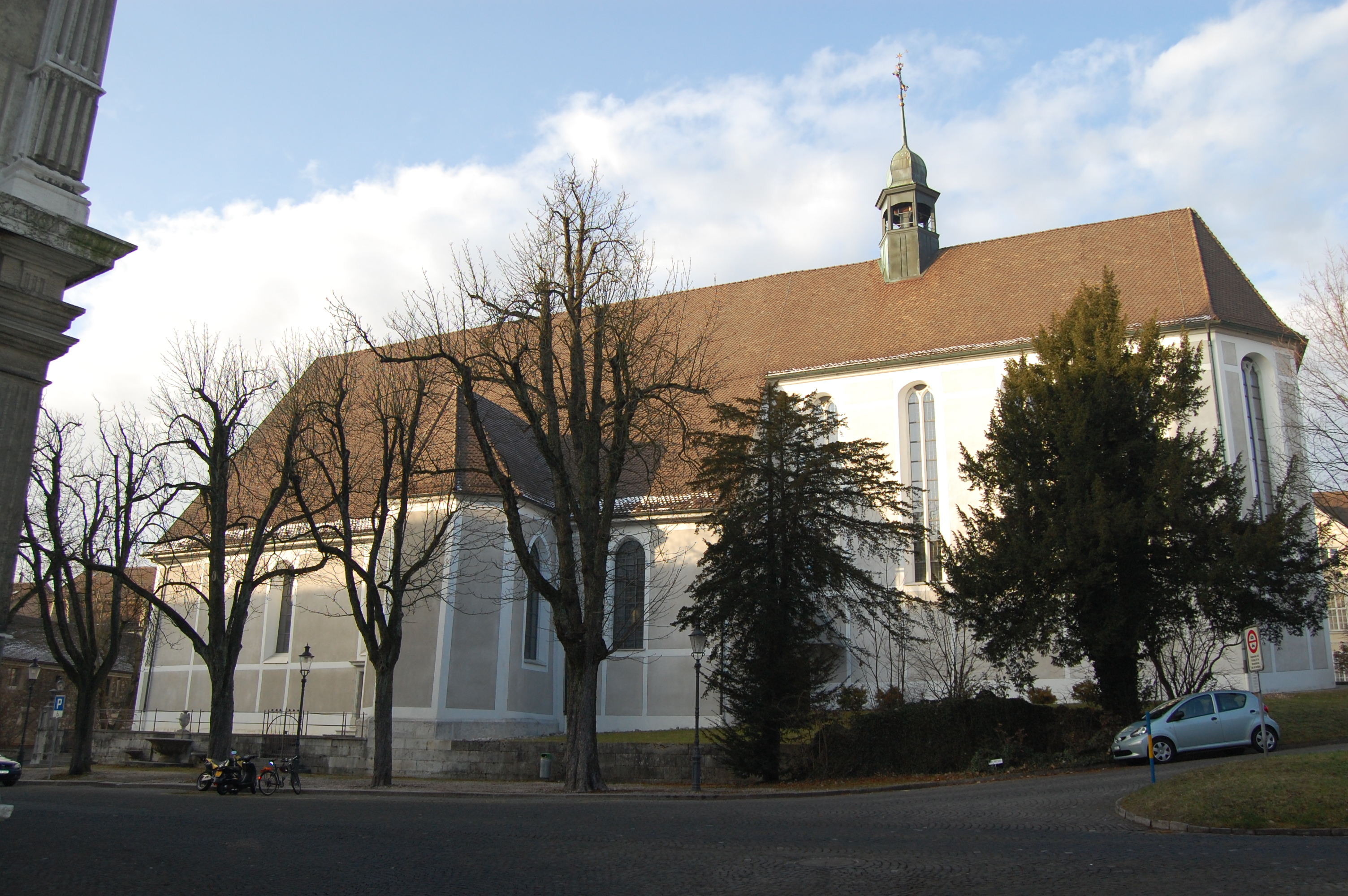
Franziskanerkirche

Die Franziskanerkirche ist die ehemalige Klosterkirche eines Franziskanerklosters und heutige christkatholische Kirche der Stadt Solothurn, Schweiz.
Die Franziskaner liessen sich in Solothurn im Jahre 1280 nieder, und ihre erste Kirche wurde 1299 geweiht. Nach einem Brand 1426 erfolgte bis 1436 ein Wiederaufbau als spätgotische Bettelordenskirche. Zur Zeit  der Reformation war das Kloster unbewohnt, und in der Kirche predigte der Berner Reformator Berchtold Haller.
Ab 1546 gab es im Kloster wieder Ordensbrüder, und als Solothurn danach bis zum Ende des Ancien Régime Sitz ausländischer Ambassadoren war, wurde die Franziskanerkirche zur „Hofkirche“ des französischen Gesandten. Damals erhielt der Hochaltar ein die Himmelfahrt Mariens darstellendes Altarbild, das vom französischen König Ludwig XIV. gestiftet wurde.
Das heutige Aussehen der Kirche ist durch einen 1823 bis 1825 erfolgten Umbau im klassizistischen Stil geprägt. Während des Kulturkampfs wurde das Kloster aufgehoben und nachdem in der Kirche 1876 unter der Leitung von Joseph Meier der erste christkatholische Gottesdienst in Solothurn gefeiert worden war, wurde sie nach langen Verhandlungen 1896 von der christkatholischen Kirchgemeinde erworben.